# 打出 (富山市)
打出（うちいで）は、富山県富山市の町名である。射水市との市境にある。

## 特徴
北側に富山湾に面し、西側に射水市と面する。町域の海岸部に国道415号があり、車の往来が多い。

## 地理
- 富山湾

## 歴史
歴史的には婦負郡で富山藩に属しており、昔は三千軒の家がある打出宿と称し、北国第一の湊と伝えられる。古くから宿駅として栄え、遊女が沢山集まっていたという。
1534年ごろには、現在安田町にある極性寺はこの地区にあったとされている。

### 年表
- 1423年 - 右衛門氏が打出の町道場に禁令を出した。
- 1933年（昭和8年）- 越中鉄道（富山地方鉄道射水線）が開通。打出駅が設置される。

## 施設
- 貴松神社
- 打出公園

## 交通
- 富山地方鉄道路線バス
- 国道415号

## 参考出典
『富山県の地名』平凡社